# Cosmodiscus
Cosmodiscus is een geslacht van kevers uit de familie van de loopkevers (Carabidae). De wetenschappelijke naam van het geslacht is voor het eerst geldig gepubliceerd in 1907 door Sloane.

## Soorten
Het geslacht Cosmodiscus omvat de volgende soorten:
- Cosmodiscus brunneus Darlington, 1962
- Cosmodiscus latus Andrewes, 1947
- Cosmodiscus louwerensi Straneo, 1940
- Cosmodiscus picturatus Andrewes, 1920
- Cosmodiscus platynotus Bates, 1873
- Cosmodiscus rubripictus Sloane, 1907
- Cosmodiscus rufolimbatus Jedlicka, 1936
- Cosmodiscus umeralis Andrewes, 1937